# Otto Baumgarten
Otto Baumgarten, född 29 januari 1858, död 21 mars 1934, var en tysk evangelisk teolog, son till Hermann Baumgarten.
Baumgarten blev 1894 professor i praktisk teologi i Kiel, 1926 emeritus. Baumgarten företrädde en så kallad liberal teologi och verkade för socialpolitiska reformer. Under flera år var han ordförande i evangelisk-sociala kongressen och 1919 medlem av tyska fredsdelegationen. 
Av hans skrifter märks Neue Bahnen (1903, 2:a upplagan 1914, svensk översättning 1904), Politik und Moral (1916), Bergpredigt und Kultur der Gegenwart (1921), Bismarcks Religion (1922), Die Gefährdung der Wahrhaftigkeit durch die Kirche (1925), samt tillsammans med andra tyska teologer Geistlige und sittliche Einwirkungen des Krieges i Veröffentlichungen der Carnegiestiftung für internationalen Frieden (1927).